# بلسميات
البلسميات أو البلسمينية  أو كما تعرف (عائلة البلسم) وهي عائلة معروفة من النباتات ثنائية الفلقة، و تتكون من جنسين هما: بلسم و الذي يتكون من ما يتجاوز 1000 نوع و هيدروسيرا و الذي يتألف بدوره من نوع واحد. من المحتمل أن تكون النباتات المزهرة سنوية أو معمرة. وتوجد في جميع المناطق المعتدلة و الاستوائية بالأخص في منطقتي آسيا وإفريقيا، كما يوجد في أمريكا الشمالية و أوروبا.

## أجناس
- بلسم
- Hydrocera

## روابط خارجية
- Balsaminaceae من منغوليا في FloraGREIF نسخة محفوظة 3 مارس 2016 على موقع واي باك مشين.
- Balsaminaceae in BoDD - قاعدة بيانات الأمراض الجلدية النباتية